# Tzaneen
Tzaneen est une ville d'Afrique du Sud, située au nord-est du Transvaal, dans la province du Limpopo, dans une région tropicale et fertile du district de Mopani (650 000 habitants) à 420 km au nord de Johannesburg.

## Origines du nom
Le nom de Tzaneen dérive du mot Tsaneng signifiant en tswana venir ensemble ou place où les gens se rassemblent. Ce sont des géographes allemands qui orthographièrent le nom en Tzaneen.
La tentative en 2005 de rebaptiser Tzaneen au nom de Mark Shope, un ancien militant de l'ANC, a été abandonné à la suite des protestations des différentes communautés de la ville.

## Démographie
Selon le recensement de 2011, la commune de Tzaneen compte 14 571 résidents dont 46,13 % issus de la communauté blanche d'Afrique du Sud. Les communautés bantouphones représentent 44,97 % des résidents. La langue maternelle dominante est l'Afrikaans (41,52 %) suivi par le Sepedi (18,10 %), le Xitsonga (13,49 %) et l’anglais (13,35 %).

## Historique
En 1903, la localité de Tzaneen fut choisie par l'administration gouvernementale de la colonie du Transvaal afin de mettre en œuvre un projet de développement agraire de la région. En 1912, une gare de chemin de fer y est construite pour desservir le district. En 1919, le gouvernement de l'Union d'Afrique du Sud lui confère le statut de commune dont le développement est organisée et planifiée par H. Manaschewitz. Un premier conseil communal est alors mise en place. 
Ville conservatrice, elle est en 1995 la ville du nord-Transvaal la plus disputée politiquement lors des élections municipales, entre le Congrès national africain, le Parti national et le Front de la liberté qui y réalise ses meilleurs scores nationaux.

### Maires de Tzaneen
- George Augustus Morgan (1876-1936) : maire de 1933 à 1935 [2]
- Daniel (Danie) Johannes Malan Joubert (1905-1959) : maire en 1936-1940[3]
- David Hugo Siegfried Annecke (1895-1955) : maire de 1941 à 1943[2]
- Claude Wheatley (1914-1978) : maire de 1943 à 1944[2]
- David Hugo Siegfried Annecke (1895-1955) : maire de 1944 à 1946[2]
- Daniel (Danie) Johannes Malan Joubert (1905-1959) : maire de 1949 à 1950[2]
- Claude Wheatley (1914-1978) : maire de 1950 à 1955, 1959 à 1961 et de 1965 à 1966[4].